# Johannes Kinnamos
Johannes Kinnamos (mittelgriechisch Ιωάννης Κίνναμος * kurz nach 1143; † nach 1185) war ein byzantinischer Geschichtsschreiber.
Johannes stammte aus einer vornehmen Familie und gelangte in jungen Jahren an den Hof des Kaisers Manuel I. Komnenos, dessen Sekretär er wurde. Es ist recht wahrscheinlich, dass Johannes auch eine militärische Ausbildung durchlaufen ist. Er begleitete jedenfalls den Kaiser auf dessen Feldzügen und war womöglich auch bei der Schlacht von Myriokephalon 1176 anwesend, die in einem Desaster für die Byzantiner endete.
Johannes hat anscheinend bereits in frühen Jahren ein rhetorisches Werk geschrieben (Ethopoiia). Wohl um 1185 verfasste er ein Geschichtswerk in sieben Büchern, das den Zeitraum von 1118 bis 1176 behandelt und offensichtlich als Fortsetzung der Alexias Anna Komnenes gedacht war. Das Werk ist unvollendet bzw. nicht komplett redigiert worden. Es könnte auch bloß unvollständig überliefert sein, da nur eine gegenüber dem Original defizitäre Fassung erhalten ist. Der Titel ist unbekannt; obwohl es oft als Epitome bezeichnet wird, ist dies wohl nur der Titel des ersten Buches. Das Werk ist an den klassischen Vorbildern orientiert, der Stil ist klar und einfach. Im Mittelpunkt der Handlung steht Manuel, den Kinnamos sehr positiv darstellt. Möglicherweise wurde das Werk sogar von diesem Kaiser in Auftrag gegeben. Auffällig ist die Tendenz, Personen, die nicht dem Adel angehören, eher despektierlich zu behandeln, was wohl auf den sozialen Hintergrund des Autors zurückzuführen ist. Parallelen zu Niketas Choniates lassen sich durch die Benutzung von gemeinsamen Quellen erklären, in der Forschung wurde aber auch vermutet, dass Niketas Choniates das Geschichtswerk des Johannes Kinnamos kannte.

## Ausgaben  und Übersetzungen
Cornelius Tollius gab das Werk 1652 in Utrecht heraus. 1836 erschien eine von August Meineke besorgte Edition im Rahmen des Corpus Scriptorum Historiae Byzantinae, die bis heute grundlegend ist. Seither wurde das Werk 1859 ins Russische, 1971 ins Serbische, 1972 ins Französische und 1976 ins Englische übersetzt.
Ausgaben
- Joannes Cinnami Historia Constantinopolitana. Ed. Cornelius Tollius.  Utrecht und Frankfurt 1652 (Digitalisat)
- Ioannis Cinnami Epitome rerum ab Ioanne et Alexio Comnenis gestarum. Ed. August Meineke. Weber, Bonn 1836 (Digitalisat).

Übersetzungen
- Jacqueline Rosenblum: Jean Kinnamos, Chronique. Paris 1972.
- Charles M. Brand (Hrsg.): John Kinnamos. The Deeds of John and Manuel Comnenus. New York 1976.